# Tumescència nocturna del penis
La tumescència nocturna del penis (TNP) és una erecció espontània dels penis durant el son o en despertar-se. Tot home sense una disfunció erèctil psicològica experimenta aquest fenomen, normalment de tres a cinc cops durant el son. Aquest fenomen es presenta típicament durant la fase REM del son.
L'existència i predicció de les tumescències nocturnes són utilitzades pels especialistes en salut sexual per a poder determinar si es tracta d'un cas de disfunció erèctil d'origen físic o psicològic. Un pacient que presenta disfunció erèctil se li col·loca una dispositiu elàstic al voltant del penis mentre dorm; el dispositiu detecta els canvis d'estat del penis durant el son i recull les dades en un ordinador que seran analitzades posteriorment. Si es detecten ereccions nocturnes, llavors la disfunció erèctil és presumptament a causa de problemes psicosomàtics com podria ser l'ansietat sexual, i en conseqüència a causes psicològiques.
La causa de la tumescència nocturna del penis no se sap amb certesa. Bancroft (2005) planteja la hipòtesi que el noradrenèrgic de les neurones del locus ceruli són inhibidores de l'erecció del penis, així que en cessar la segregació d'aquest, que es produeix durant el son REM, podria propiciar l'excitació relacionada amb la testosterona que es manifesten com a TNP.
L'evidència que dona suport a la possibilitat que la bufeta plena pot estimular una erecció ha existit durant algun temps i es caracteritza com una "erecció reflexa". Els nervis que controlen la capacitat de l'home per tenir una erecció reflexa es troben en els nervis sacres (S2-S4) de la medul·la espinal. Aquest estímul suau que durant el dia és normalment suprimit en els mascles adults pels estímuls competents i altres distraccions, durant la son l'absència d'aquests factors podria provocar una erecció reflexa coneguda col·loquialment com a trempera matinera.